# 雪乃美玲
雪乃 美玲（ゆきの みれい、1976年7月5日 - ）は女優、歌手、ダンサー、笛奏者。

## 人物
OSK日本歌劇団の元・劇団員（娘役）。

## 経歴
8歳からクラシック・バレエを習う。
中学生の時、宝塚歌劇とOSKの舞台を観て憧れ、特にOSKのダンスに惹かれ、入団の意志が高まり、高校卒業と同時に受験し合格。
日本歌劇学校（OSKの養成機関）を経て、1997年、OSK日本歌劇団に入団（70期）。
1997年「上海夜想曲」（近鉄劇場）で、初舞台。
入団1年目、大阪ドーム（現・京セラドーム）にて、バファローズギャルとして、近鉄バファローズの試合前、試合中に、チアリーディングチームの一員として、ダンスパフォーマンスで盛り上げる。
その年の秋、たけふ菊人形公演に出演。
入団2年目は、志摩スペイン村のショーに出演。
3年目以降は、あやめ池円形大劇場、近鉄劇場などに出演。
2003年の解散公演「Endless Dream（近鉄劇場）」をもって退団。
退団後は「道頓堀極楽商店街」のミュージカルで活動。
極楽歌劇団のヒロインとして、韓国公演、東京公演などで活躍。
児雷也プロデュース「刑事ボロンボ」に出演。
その他、劇団在籍中に、数々の作品に出演。
NHKテレビ「うたコン」ては、歌手のバックダンサーを勤めることがある。
2016年「歌劇な噺劇（近鉄アート館）」に出演。以降、「九雀の噺（天満天神繁昌亭）」「名古屋で噺劇（円頓寺レピリエ）」など、噺劇公演には、全てに出演（2021年「歌劇な噺劇」はスケジュールの都合で不参加）。
2017年より、天満天神繁昌亭の桂九雀主催の公演で高座返しを勤める。
2018年より、笛に興味を持ち、桂九雀主催の落語会では、笛の演奏者として、しばしば演奏している。
2022年7月30日～8月7日。円頓寺レピリエ(名古屋市西区）に於いて「寿歌」(作・北村想、演出・加藤智宏）を公演予定であったが、スタッフの新型コロナ感染により全公演中止。2024年3月、再企画され上演。
幸木無二（ギター）、桂九雀（クラリネット）と3人で、「雪乃美玲とラッキーナイン」というユニットを組んでいいる。

## 出演記録

### OSK日本歌劇団時代
- 「上海夜想曲」1997年　近鉄劇場公演　※初舞台
- 「オー・マイ・ピエロ」1999年　あやめ池春季公演
- 「エルアモール・グランデ～愛に生き恋に死す」2000年2月11日～20日　近鉄劇場
- 「ラ・ロマネスク」2000年　あやめ池秋季公演
- 「新・闇の貴公子」2002年2月7日～16日・近鉄劇場公演、2月28日～3月2日・東京日本青年館
- 「恋はシャッフル」2002年8月30日〜9月1日　OSK創立80周年記念公園・近鉄小劇場
- 「ボンボヤージュ」2002年10月5日～11月24日　あやめ池秋季公演
- 「Endless Dream」2003年5月22日～25日　近鉄劇場公演　※解散公演

### 道頓堀極楽歌劇団時代
- 「刑事ボロンボ」2006年12月10日～11日　近鉄アート館
- 「蝶子と吉治郎の家・道頓堀の怪人編」2007年9月15日～17日・10月12日～14日　道頓堀ゑびす座／2007年9月27日　北沢タウンホール
- 「よいではないか9」2011年6月18日～19日　阿倍野区民センター大ホール

### フリー時代（公演予定も含む）
- 「歌劇な噺劇」2016年6月24日～26日　近鉄アート館
- 「九雀の噺・物騒な噺～噺劇・転宅」2017年3月28日　天満天神繁昌亭
- 「歌劇な噺劇Ⅱ」2017年6月23日～25日　近鉄アート館
- 「九雀の噺・芸達者な女達～噺劇・文違い」2017年8月30日　天満天神繁昌亭
- 「九雀の噺・リュートと落語の夕べ～噺劇・三味線栗毛」2018年1月10日　天満天神繁昌亭
- 「不思議な、な（浪花人情紙風船団）」2018年4月12日～15日　近鉄アート館
- 「九雀の噺・生きていたとは～噺劇・小間物屋政談」2018年5月9日　天満天神繁昌亭
- 「歌劇な噺劇Ⅲ」2018年6月22日～24日　近鉄アート館
- 「噺劇一座」2018年8月17日～19日　道頓堀ZAZA
- 「九雀の噺～舞踊・桃太郎」2018年9月5日　天満天神繁昌亭
- 「九雀の噺・通しでやってみようじゃないか～噺劇・おせつ徳三郎」2019年1月6日　天満天神繁昌亭
- 「センセとおしえご（浪花人情紙風船団）」2019年4月11日～14日　近鉄アート館
- 「本気な落語・喜楽な音楽」2019年4月17日　神戸新開地喜楽館
- 「九雀の噺・海と川と池と～噺劇・文七元結」2019年5月8日　天満天神繁昌亭
- 「歌劇は噺劇Ⅳ」2019年6月21日～23日　近鉄アート館
- 「名古屋で噺劇」2019年8月9日～12日　円頓寺レピリエ
- 「九雀の噺～噺劇・包丁」2019年10月2日　天満天神繁昌亭
- 「噺劇一座」2019年11月7日～10日　道頓堀ZAZA
- 「アナと雪乃の朗読」2020年9月18日　鍋料理・よし富（大阪・北浜）
- 「喜楽な憂さ晴らし」2020年10月3日　神戸新開地喜楽館
- 「噺劇一座」2020年11月29日～12月1日　道頓堀ZAZA
- 「九雀の噺～噺劇・ねずみ穴」2021年1月6日　天満天神繁昌亭
- 「名古屋で噺劇」2021年8月5日～8日　円頓寺レピリエ
- 「Hybrid Ceremony（浪花人情紙風船団）」2021年9月3日～5日　近鉄アート館
- 「九雀の噺inいたみ～噺劇・星野屋、御神酒徳利」2021年10月16日　AIホール
- 「雪乃美玲とラッキーナイン」2022年1月　フールズパラダイス（伊丹市）
- 「吹奏楽落語・芝浜」2022年6月　さざんかホール（大和高田市）
- 「九雀の噺～噺劇・蜆売り」2022年8月20日　天満天神繁昌亭
- 「九雀寄席・噺劇」2022年9月18日（日）姫路キャスパホール
- 「名古屋で噺劇」2023年8月10日～13日　円頓寺レピリエ
- 「友麻亜里と愉快な仲間たち」2023年9月2日　すいとぴあ大垣
- 「九雀の噺inいたみ～噺劇・転宅、井戸の茶碗」2023年10月21日　AIホール
- 「友麻・雪乃の愉快なコンサート」2024年2月18日　アビリーン
- 「シンディの超御機嫌音楽会」2024年2月4日　王寺町文化福祉センター大ホール
- 「寿歌」2024年3月20日～24日　円頓寺レピリエ
- 「Eternal Glorey（OSK日本歌劇団OG公演）」2024年5月3日～4日　大阪松竹座
- 「ベースキャンプ」（せのシアターvol.4）2024年11月8日～10日　ABCホール
- 「シンディの超御機嫌音楽会」2025年3月23日　王寺町文化福祉センター大ホール
- 「友麻・雪乃の愉快なコンサート」2025年4月13日　アビリーン
- 「Forever Dream（OSK日本歌劇団OG公演）」2025年5月2日～3日　大阪松竹座
- 「知覧へ」「殺陣を舞う 雪月花」（若獅子会プロデュース公演）2025年6月4日〜8日 ABCホール[3]
- 「名古屋で噺劇」2025年8月14日～18日　円頓寺レピリエ